# Cartoblatta pulchra
Cartoblatta pulchra är en kackerlacksart som beskrevs av Robert Walter Campbell Shelford 1910. Cartoblatta pulchra ingår i släktet Cartoblatta och familjen storkackerlackor. Inga underarter finns listade.